# Kabinet-Szydło
Het kabinet-Szydło was van 16 november 2015 tot 11 december 2017 de regering van Polen. Aan dit kabinet namen drie partijen deel, alle van conservatief-katholieke signatuur: Prawo i Sprawiedliwość ("Recht en Rechtvaardigheid", PiS), Solidarna Polska ("Solidair Polen", SPZZ) en Polska Razem - Zjednoczona Prawica ("Polen Samen - Verenigd Rechts", PRZP).
De totstandkoming van het kabinet-Szydło was het directe gevolg van de parlementsverkiezingen van 25 oktober 2015. Hierin had de grootste oppositiepartij, de PiS, een klinkende overwinning behaald op de toenmalige coalitiepartijen Burgerplatform en PSL. Daarop bood premier Ewa Kopacz tijdens de eerste bijeenkomst van de nieuwe Sejm aan president Andrzej Duda het ontslag van haar regering aan. Op 13 november belastte Duda vervolgens Beata Szydło met de vorming van een nieuwe regering, waarvan de samenstelling overigens al een week eerder bekend was gemaakt. Op 16 november werd de nieuwe regering door de president beëdigd en op 18 november kreeg het kabinet-Szydło het vertrouwen van de Sejm met 236 stemmen voor, 202 tegen en 18 onthoudingen.
Hoewel er drie partijen aan het kabinet van Beata Szydło deelnamen, was het geen coalitieregering. De twee kleinere partijen, de SPZZ en PRZP, maakten beide deel uit van de fractie van de PiS en waren ook dankzij gemeenschappelijke lijsten met de PiS in het parlement terechtgekomen. De PiS-fractie bestond na de verkiezingen uit 235 van de 460 leden van de Sejm en 61 van de 100 leden van de Senaat.

## Samenstelling
| Ministerie                                                                            | Minister                | Partij | Partij                        | Ambtsperiode      | Ambtsperiode      |
| Ministerie                                                                            | Minister                | Partij | Partij                        | van               | tot               |
| ------------------------------------------------------------------------------------- | ----------------------- | ------ | ----------------------------- | ----------------- | ----------------- |
| Voorzitter van de Ministerraad                                                        | Beata Szydło            |        | PiS                           | 16 november 2015  | 11 december 2017  |
| Vicepremiers                                                                          | Piotr Gliński           |        | PiS                           | 16 november 2015  | 11 december 2017  |
| Vicepremiers                                                                          | Jarosław Gowin          |        | PRZP                          | 16 november 2015  | 11 december 2017  |
| Vicepremiers                                                                          | Mateusz Morawiecki      |        | partijloos (tot mrt. ’16) PiS | 16 november 2015  | 11 december 2017  |
| Minister van Binnenlandse Zaken en Administratie                                      | Mariusz Błaszczak       |        | PiS                           | 16 november 2015  | 11 december 2017  |
| Minister van Buitenlandse Zaken                                                       | Witold Waszczykowski    |        | PiS                           | 16 november 2015  | 11 december 2017  |
| Minister van Cultuur en Nationaal Erfgoed                                             | Piotr Gliński           |        | PiS                           | 16 november 2015  | 11 december 2017  |
| Minister van Defensie                                                                 | Antoni Macierewicz      |        | PiS                           | 16 november 2015  | 11 december 2017  |
| Minister van Digitalisering                                                           | Anna Streżyńska         |        | partijloos/PRZP               | 16 november 2015  | 11 december 2017  |
| Minister van Familiezaken, Arbeid en Sociale Zaken                                    | Elżbieta Rafalska       |        | PiS                           | 16 november 2015  | 11 december 2017  |
| Minister van Financiën                                                                | Paweł Szałamacha        |        | partijloos/PiS                | 16 november 2015  | 28 september 2016 |
| Minister van Gezondheid                                                               | Konstanty Radziwiłł     |        | partijloos/PRZP               | 16 november 2015  | 11 december 2017  |
| Minister van Infrastructuur en Bouw                                                   | Andrzej Adamczyk        |        | PiS                           | 16 november 2015  | 11 december 2017  |
| Minister van Justitie                                                                 | Zbigniew Ziobro         |        | SPZZ                          | 16 november 2015  | 11 december 2017  |
| Minister van Landbouw en Plattelandsontwikkeling                                      | Krzysztof Jurgiel       |        | PiS                           | 16 november 2015  | 11 december 2017  |
| Minister van Milieu                                                                   | Jan Szyszko             |        | PiS                           | 16 november 2015  | 11 december 2017  |
| Minister van Onderwijs                                                                | Anna Zalewska           |        | PiS                           | 16 november 2015  | 11 december 2017  |
| Minister van Ontwikkeling                                                             | Mateusz Morawiecki      |        | partijloos (tot mrt. ’16) PiS | 16 november 2015  | 28 september 2016 |
| Minister van Ontwikkeling en Financiën                                                | Mateusz Morawiecki      |        | PiS                           | 29 september 2016 | 11 december 2017  |
| Minister van de Schatkist                                                             | Dawid Jackiewicz        |        | PiS                           | 16 november 2015  | 15 september 2016 |
| Minister van de Schatkist                                                             | Henryk Kowalczyk (a.i.) |        | PiS                           | 21 september 2016 | 11 december 2017  |
| Minister van Sport en Toerisme                                                        | Witold Bańka            |        | partijloos                    | 16 november 2015  | 11 december 2017  |
| Minister van Wetenschap en Hoger Onderwijs                                            | Jarosław Gowin          |        | PRZP                          | 16 november 2015  | 11 december 2017  |
| Minister van Zee- en Binnenvaart                                                      | Marek Gróbarczyk        |        | PiS                           | 16 november 2015  | 11 december 2017  |
| Minister zonder portefeuille, kabinetschef van de regering                            | Beata Kempa             |        | SPZZ                          | 16 november 2015  | 11 december 2017  |
| Minister zonder portefeuille, voorzitter van het Permanent Comité van de Ministerraad | Henryk Kowalczyk        |        | PiS                           | 16 november 2015  | 11 december 2017  |
| Minister zonder portefeuille                                                          | Mariusz Kamiński        |        | PiS                           | 16 november 2015  | 11 december 2017  |
| Minister zonder portefeuille                                                          | Krzysztof Tchórzewski   |        | PiS                           | 16 november 2015  | 11 december 2017  |
| Minister zonder portefeuille                                                          | Elżbieta Witek          |        | PiS                           | 16 november 2015  | 11 december 2017  |

## Galerij

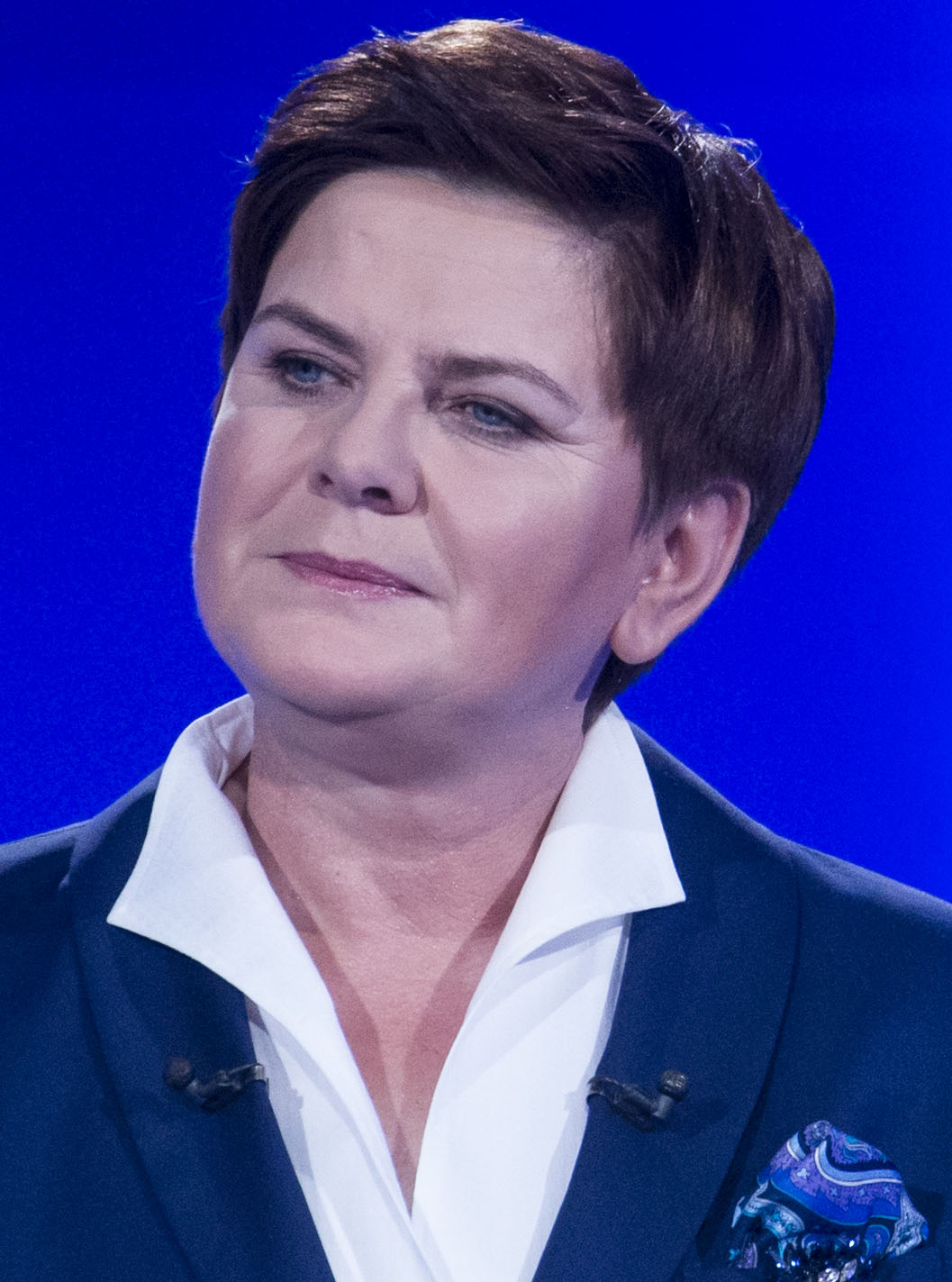
Beata Szydło
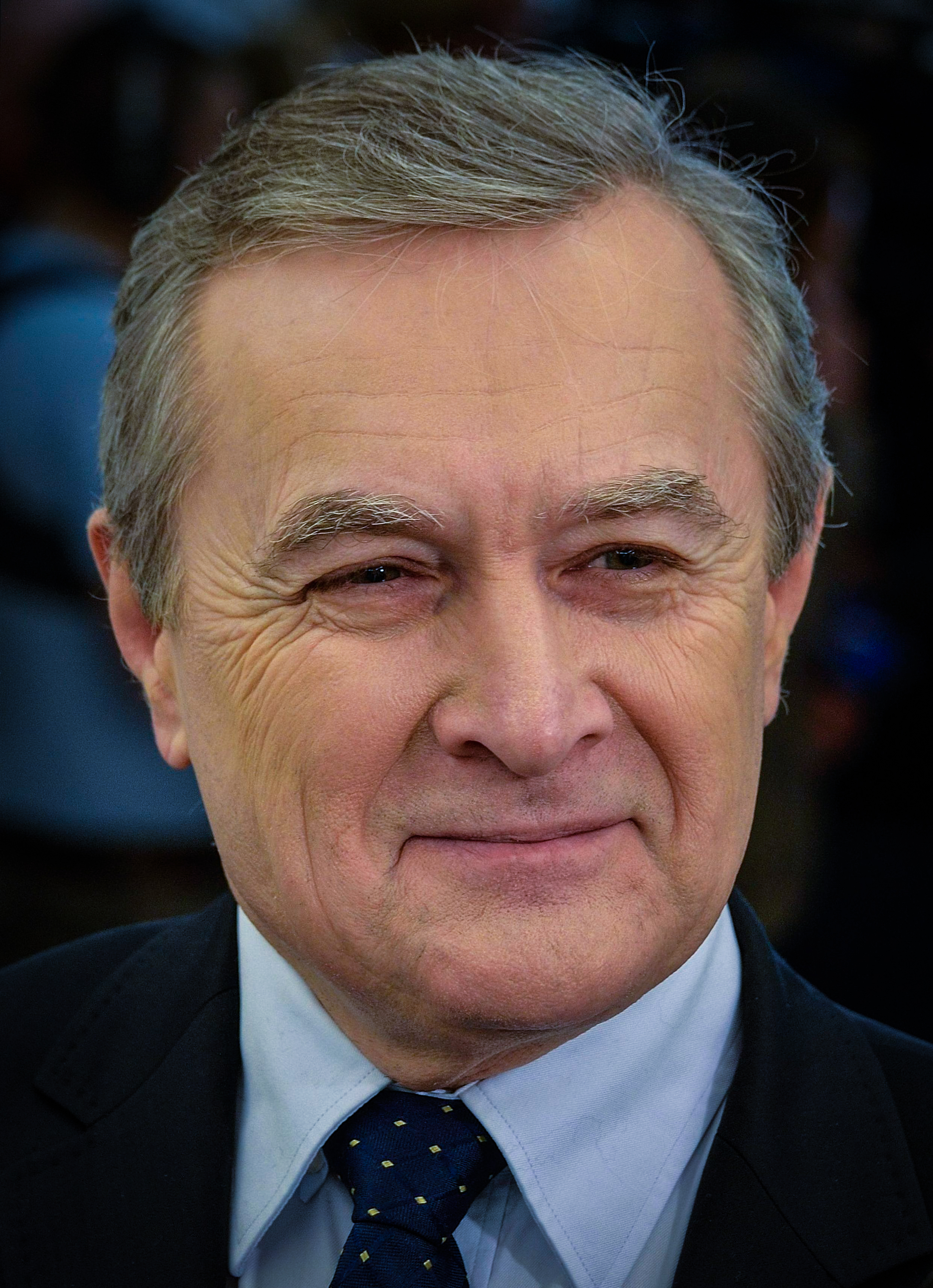
Piotr Gliński
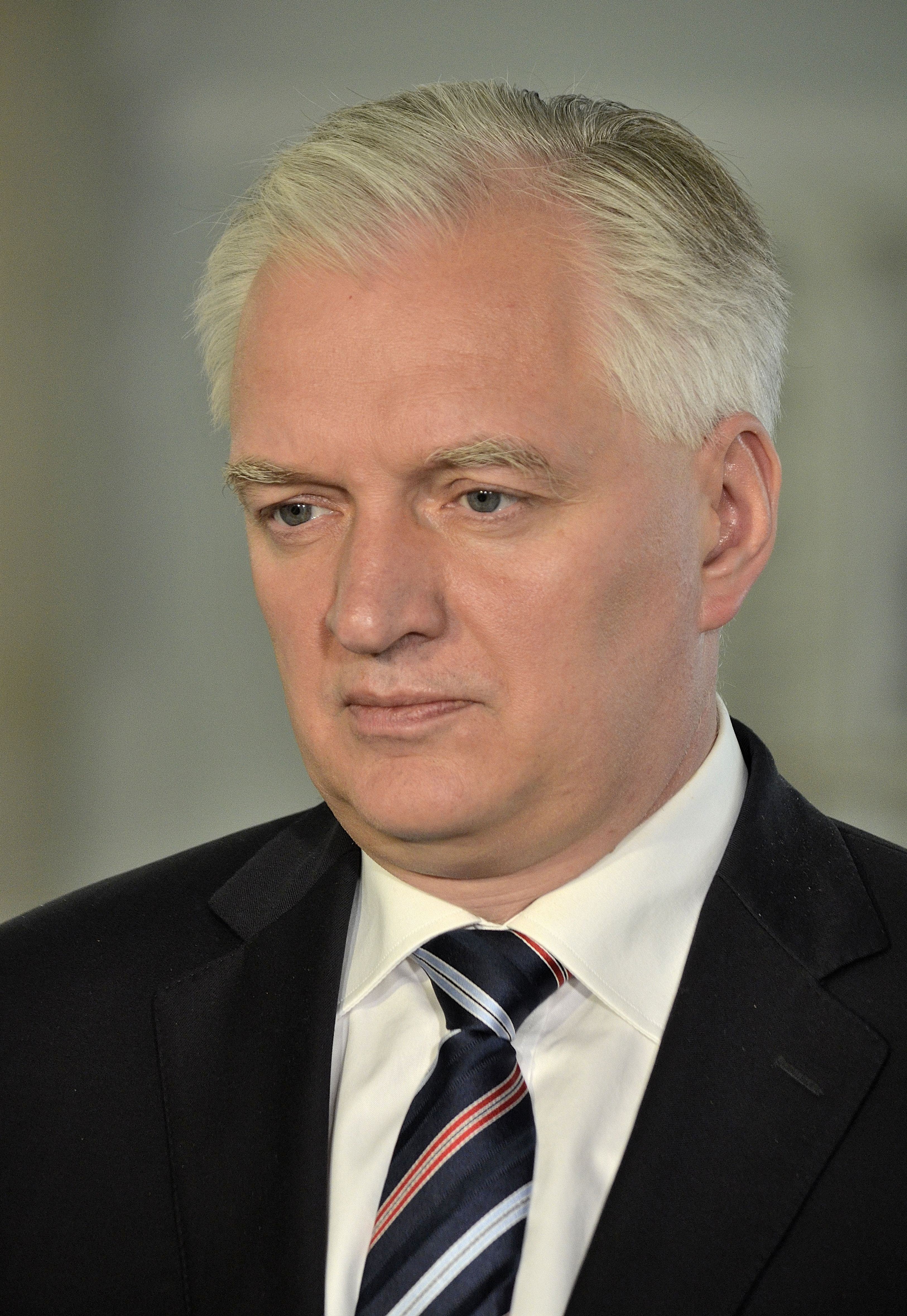
Jarosław Gowin
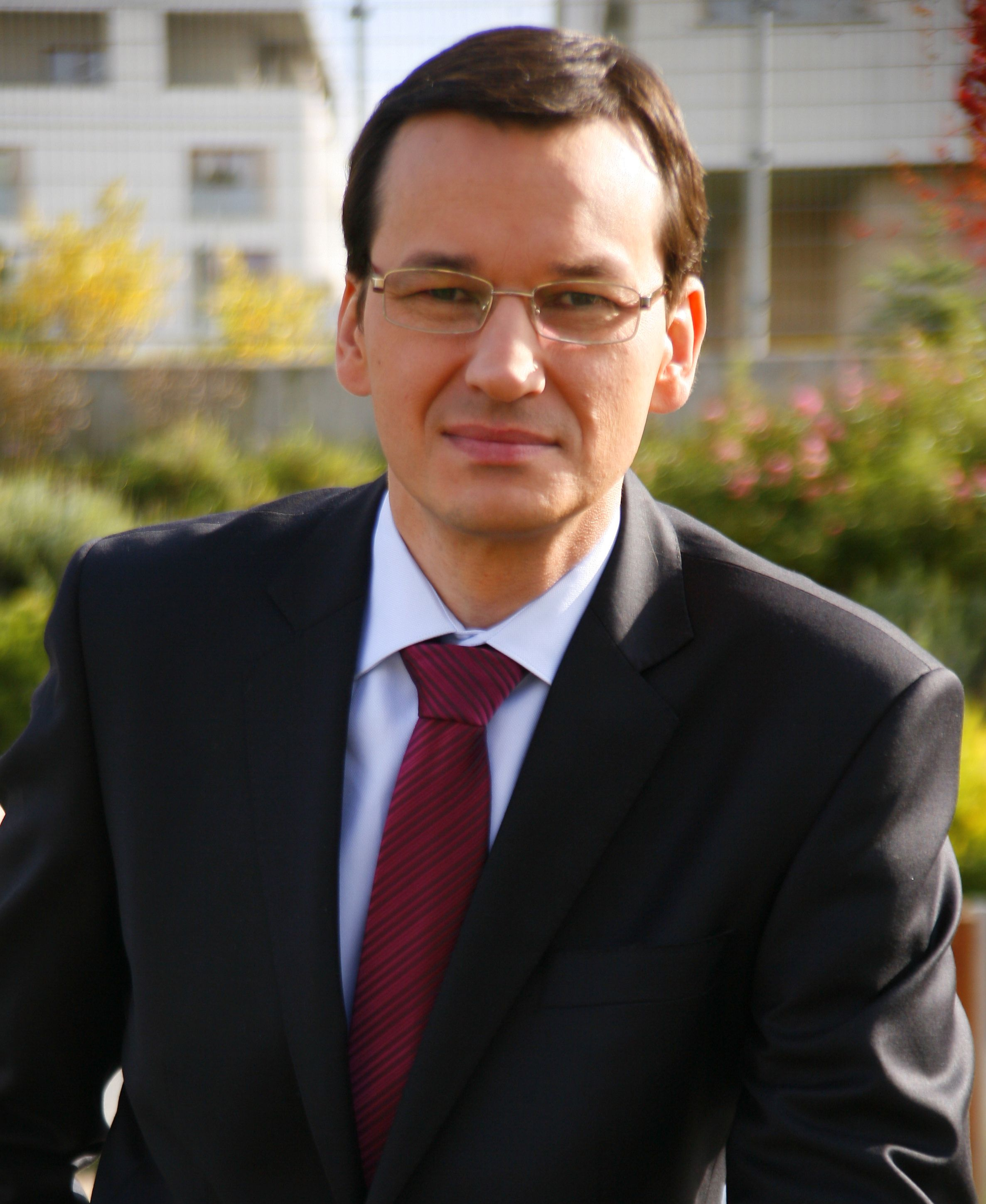
Mateusz Morawiecki

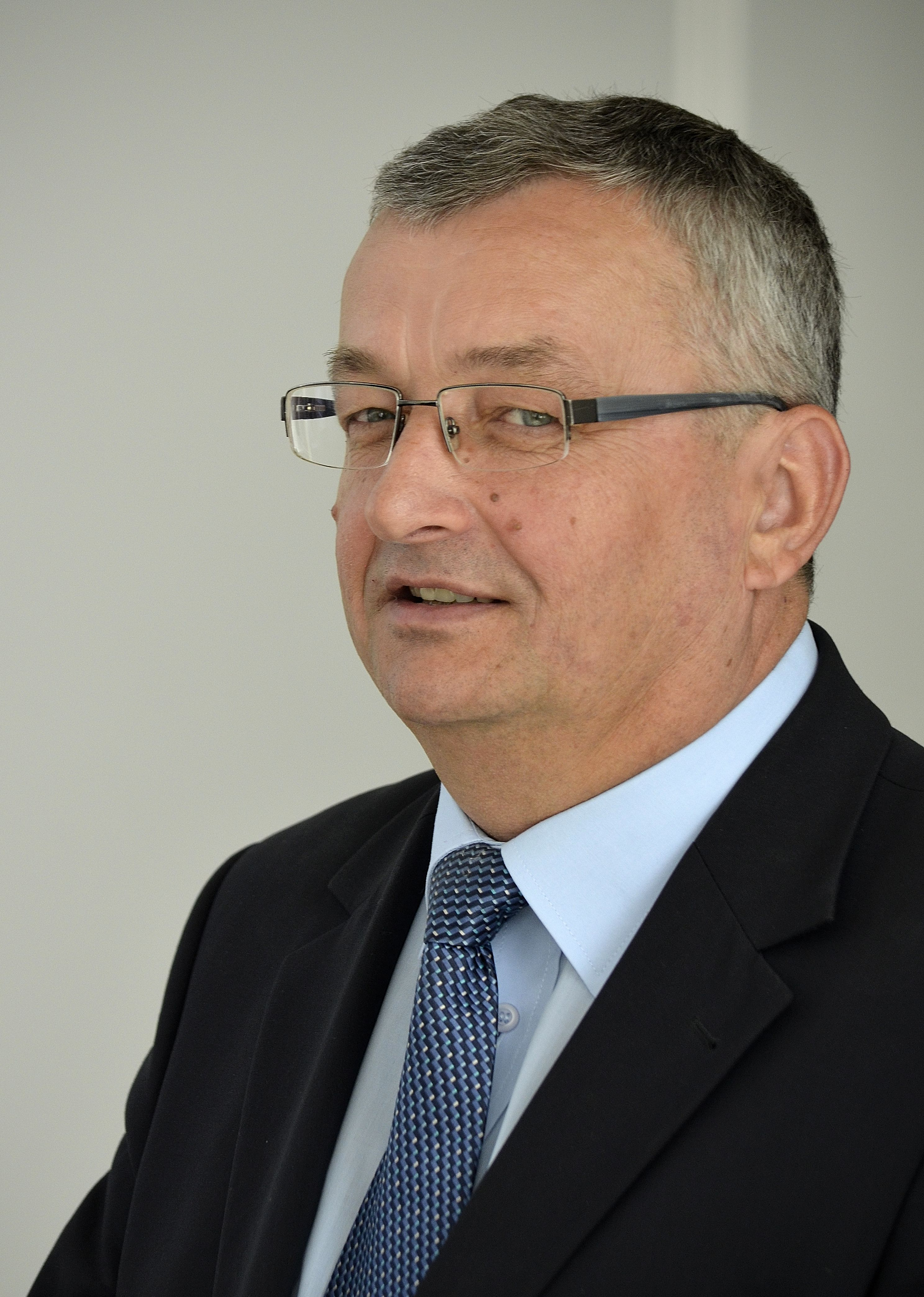
Andrzej Adamczyk
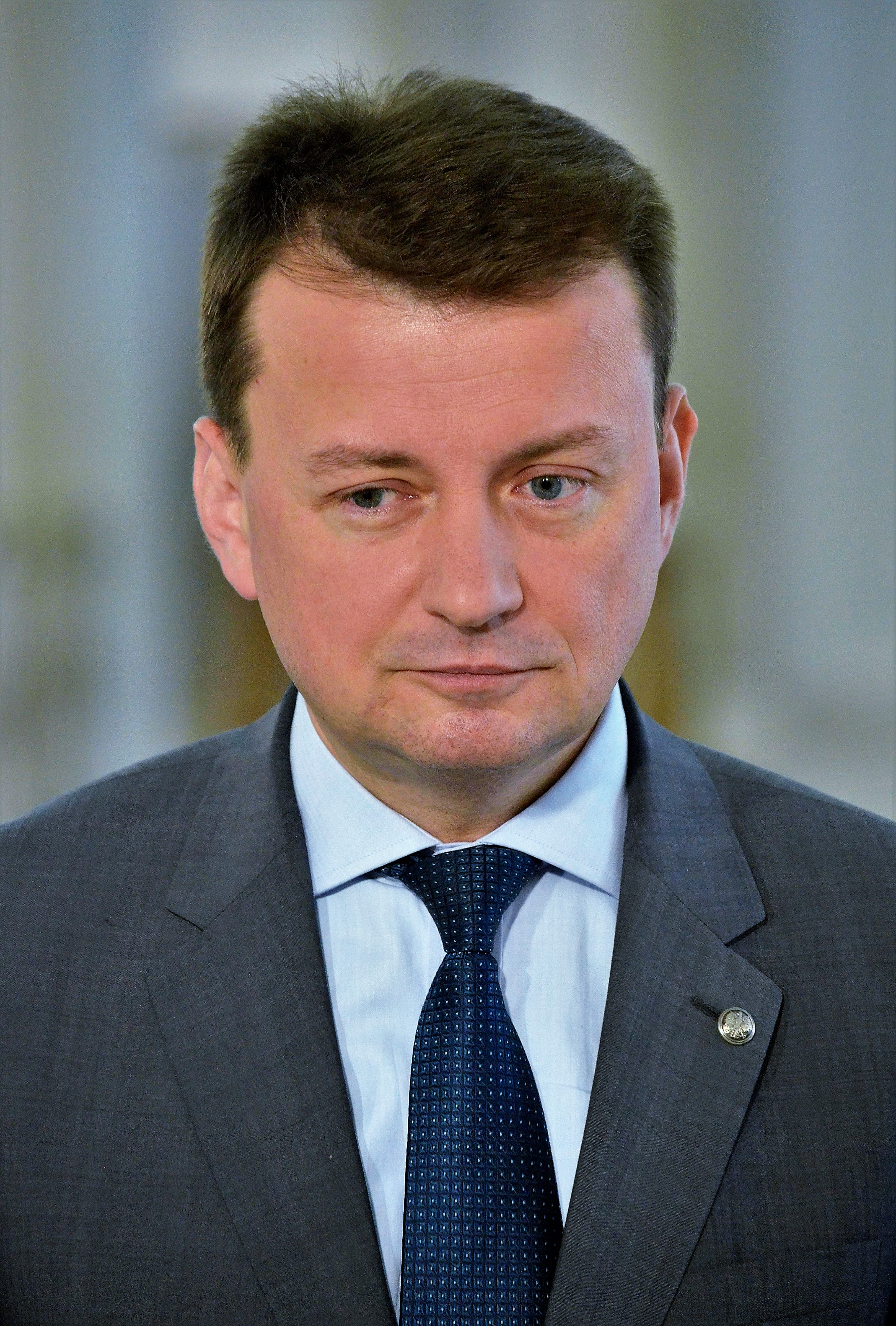
Mariusz Błaszczak
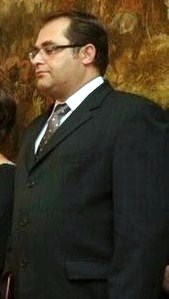
Marek Gróbarczyk
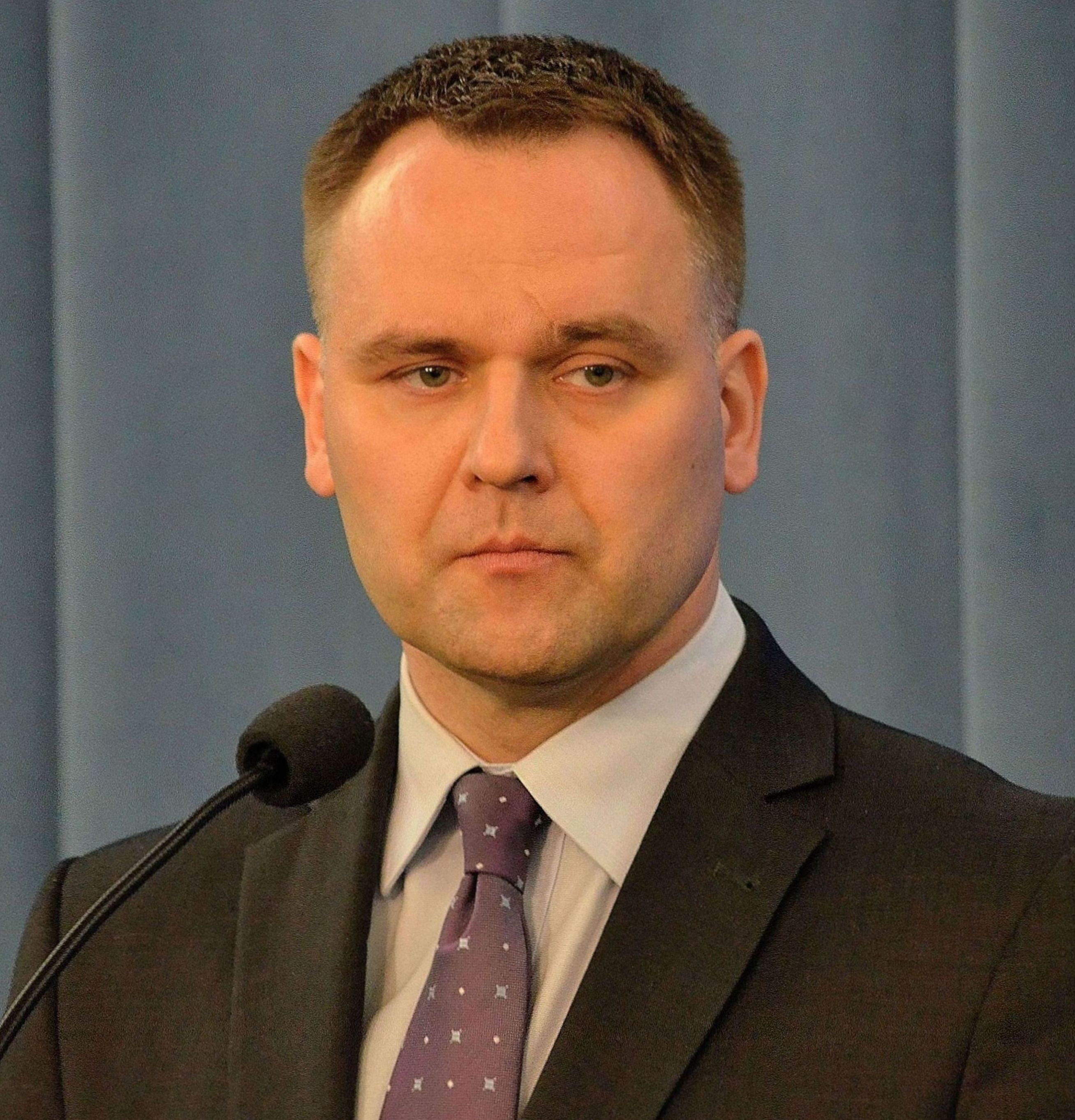
Dawid Jackiewicz
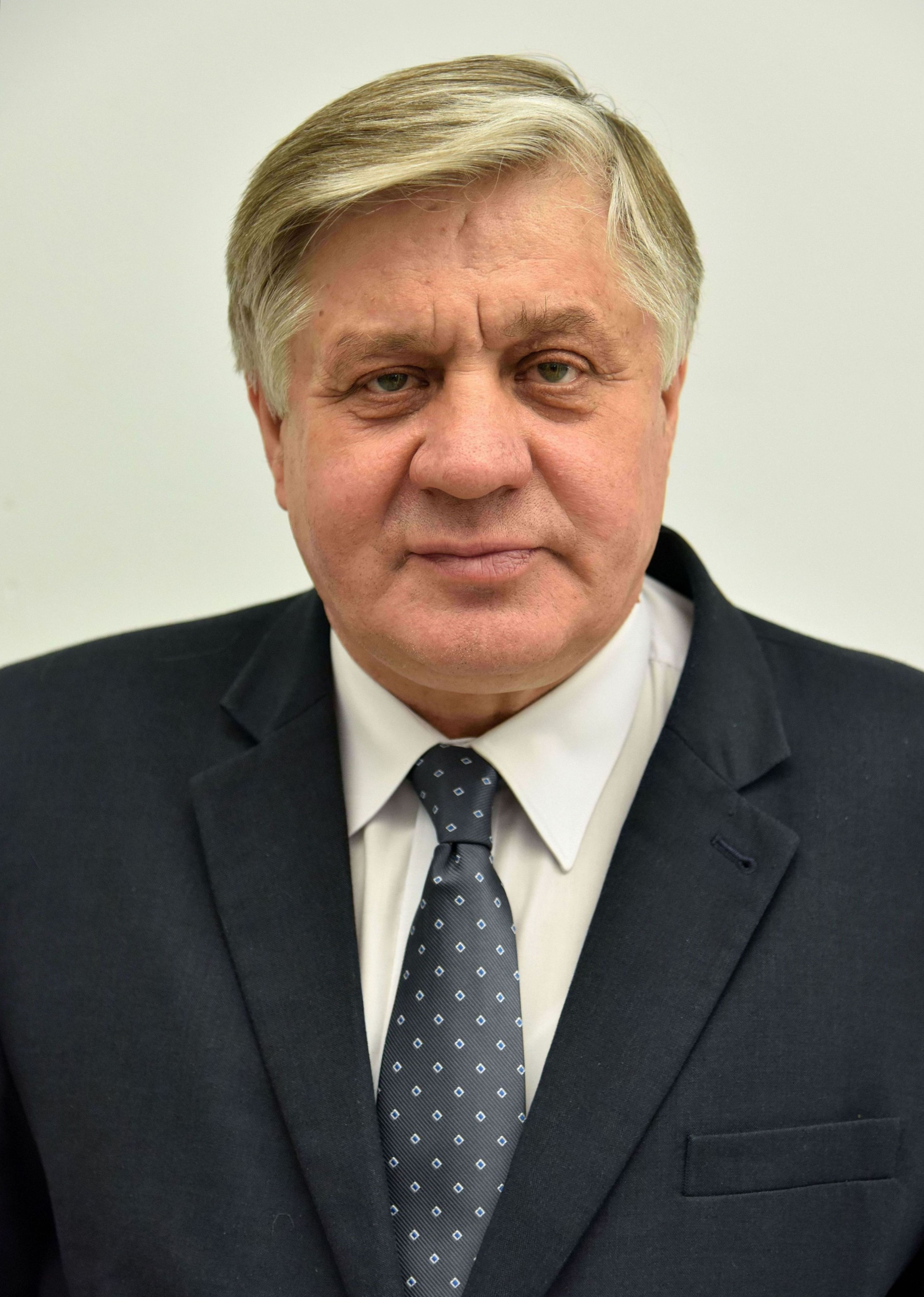
Krzysztof Jurgiel
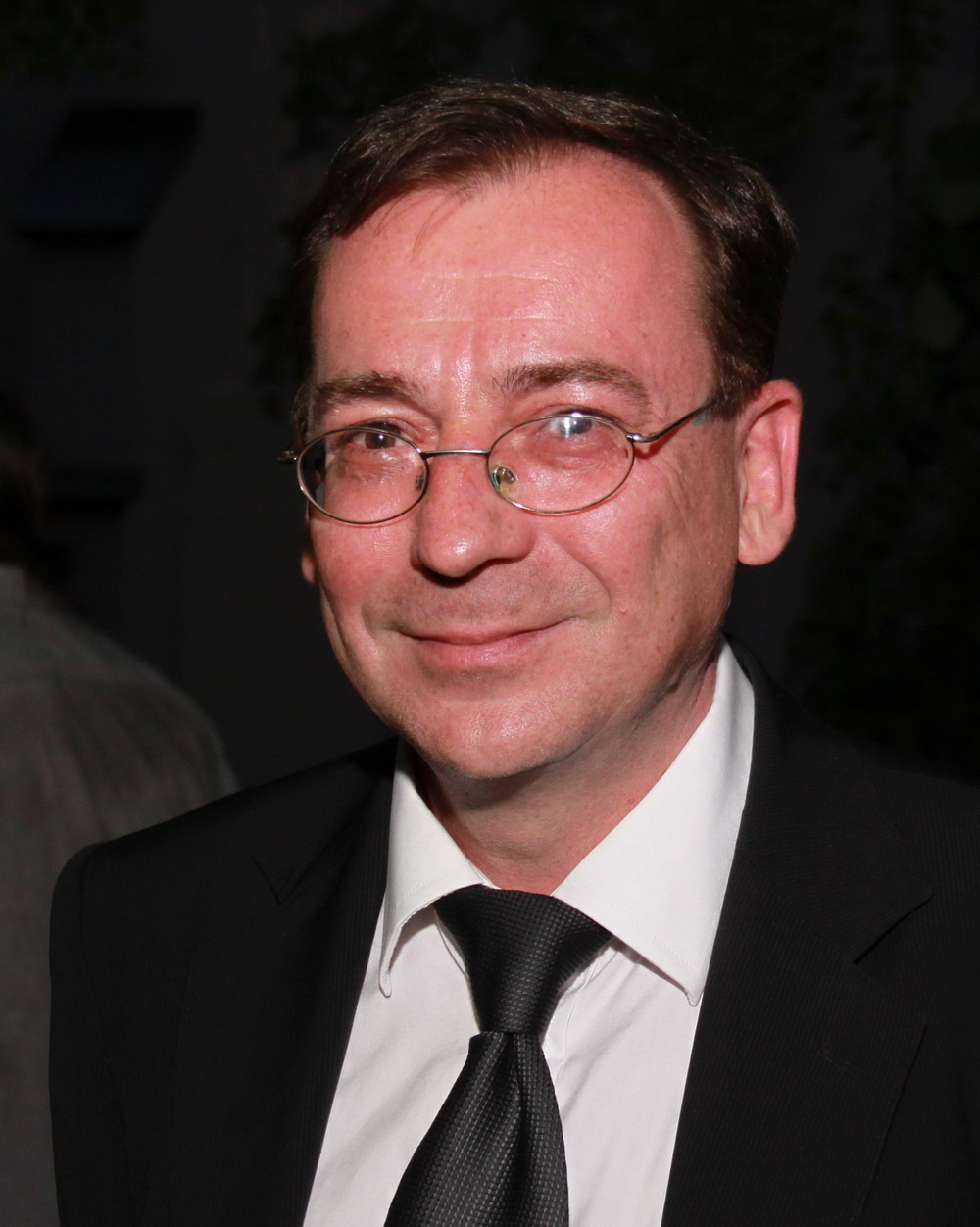
Mariusz Kamiński
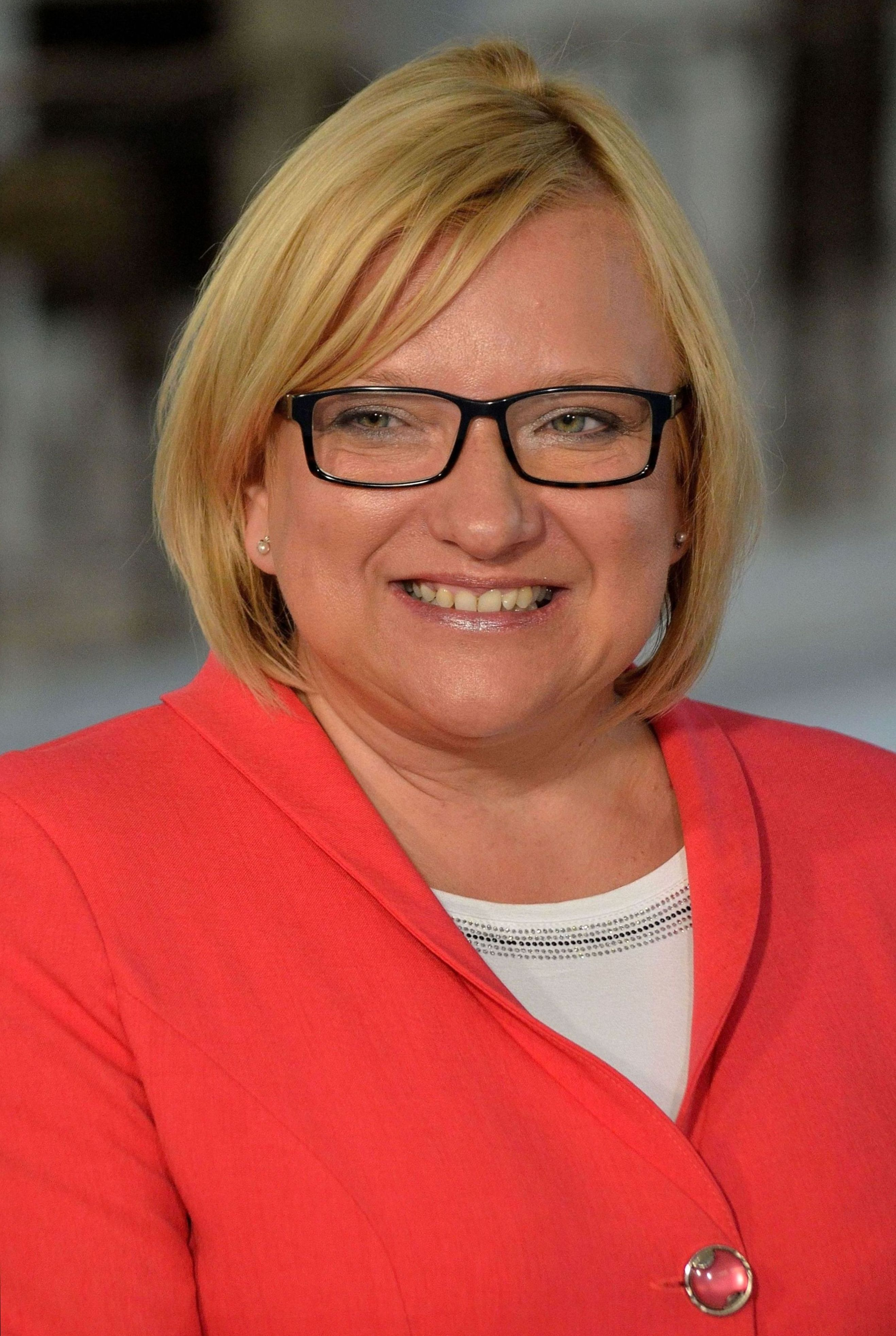
Beata Kempa
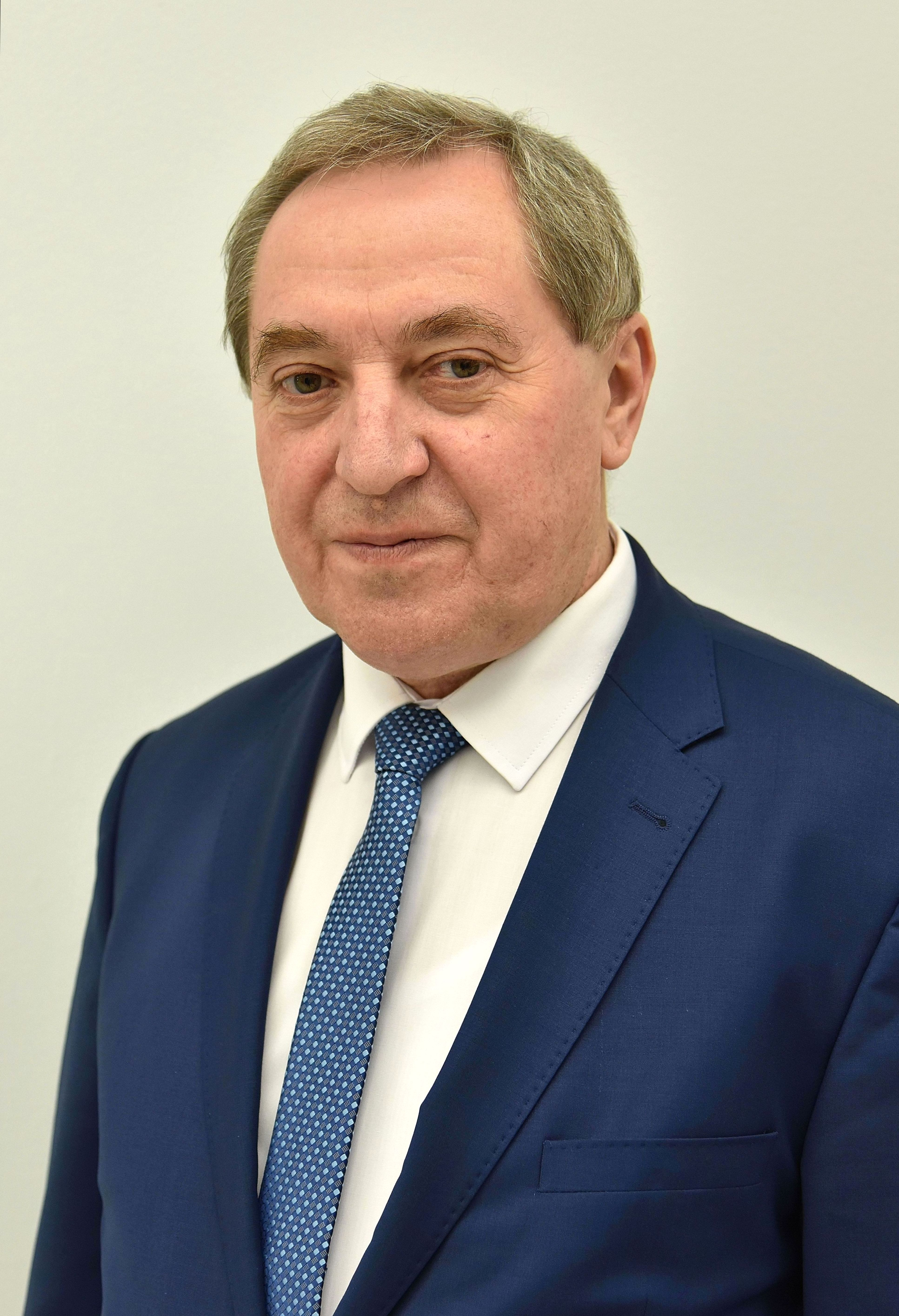
Henryk Kowalczyk
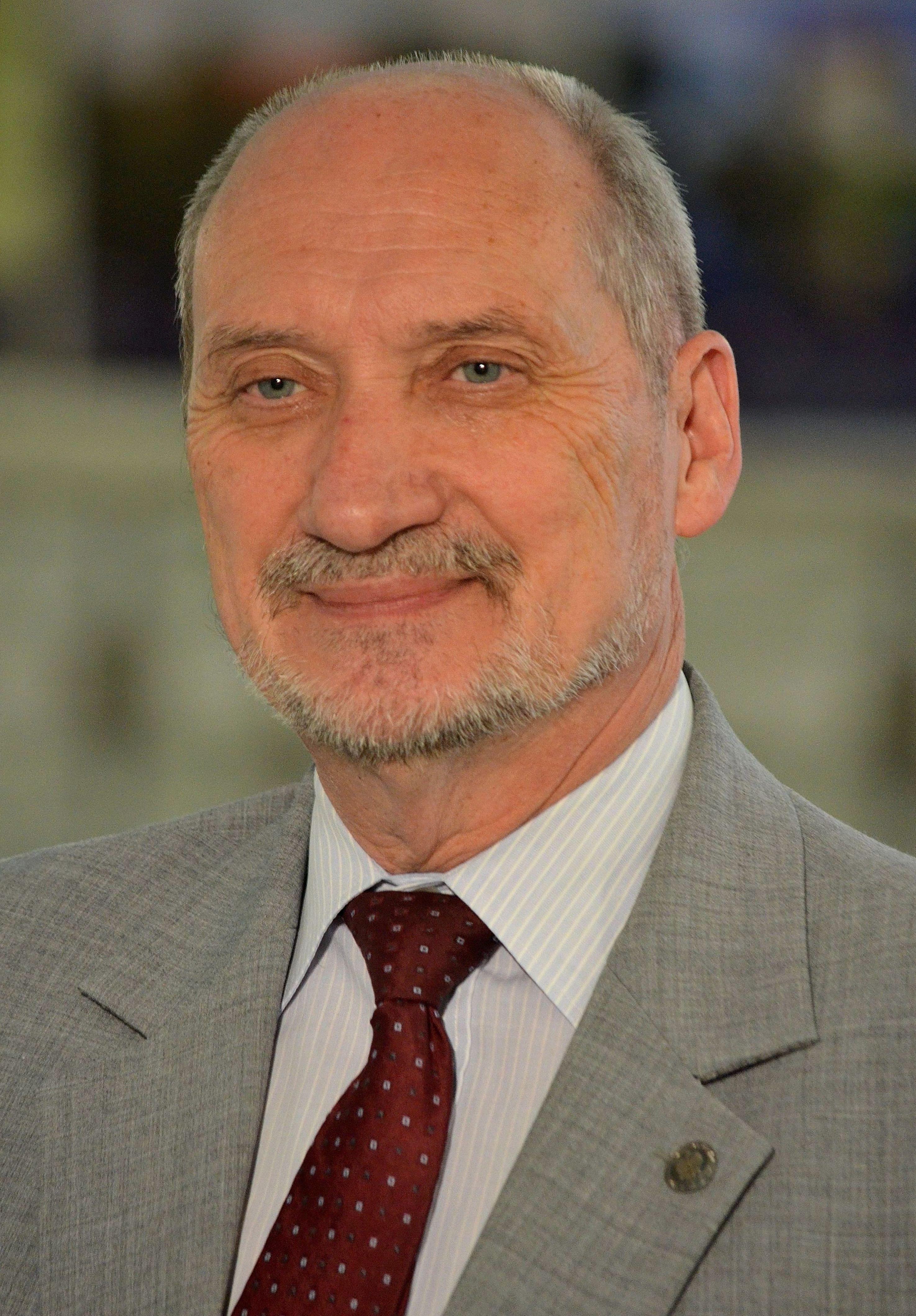
Antoni Macierewicz
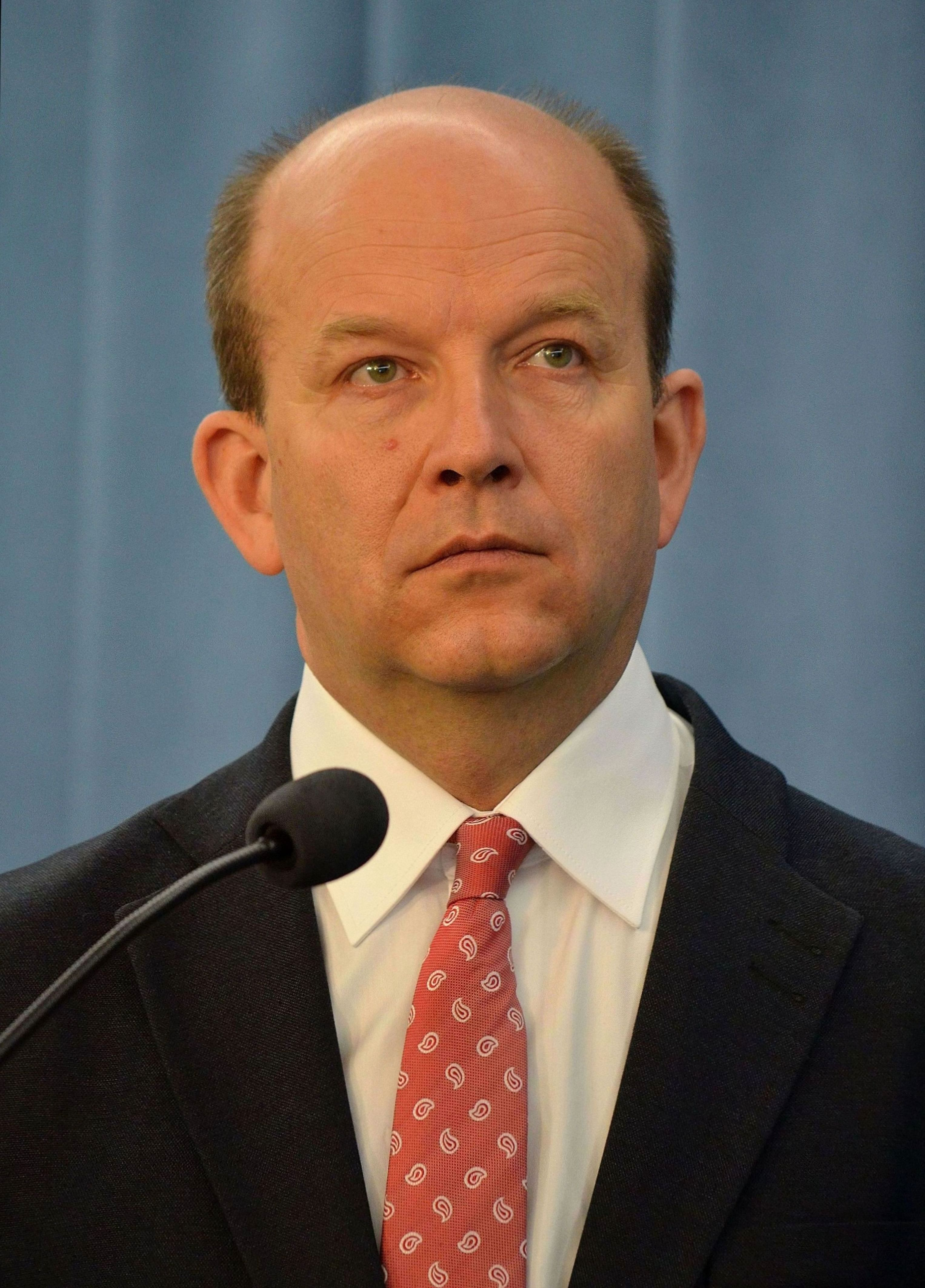
Konstanty Radziwiłł
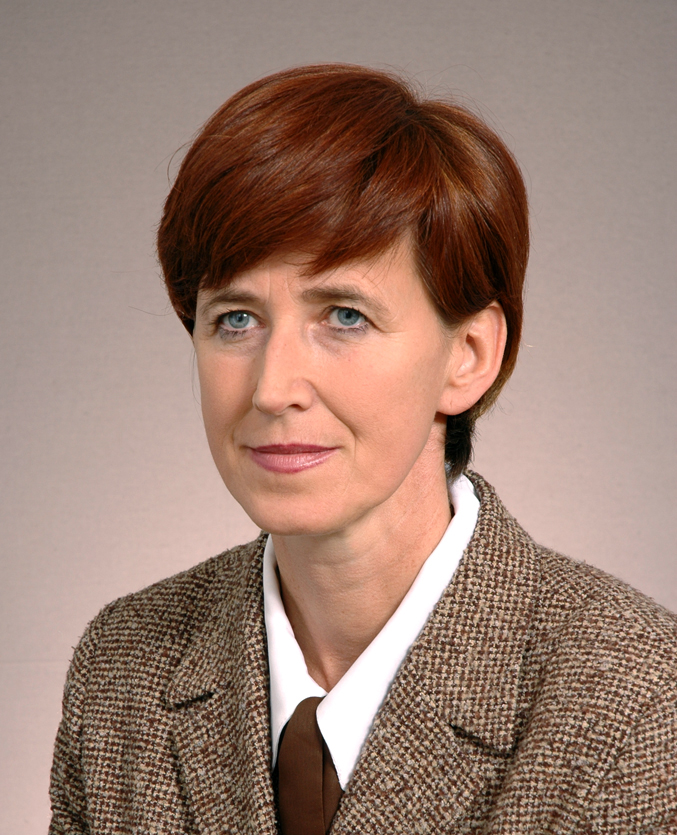
Elżbieta Rafalska
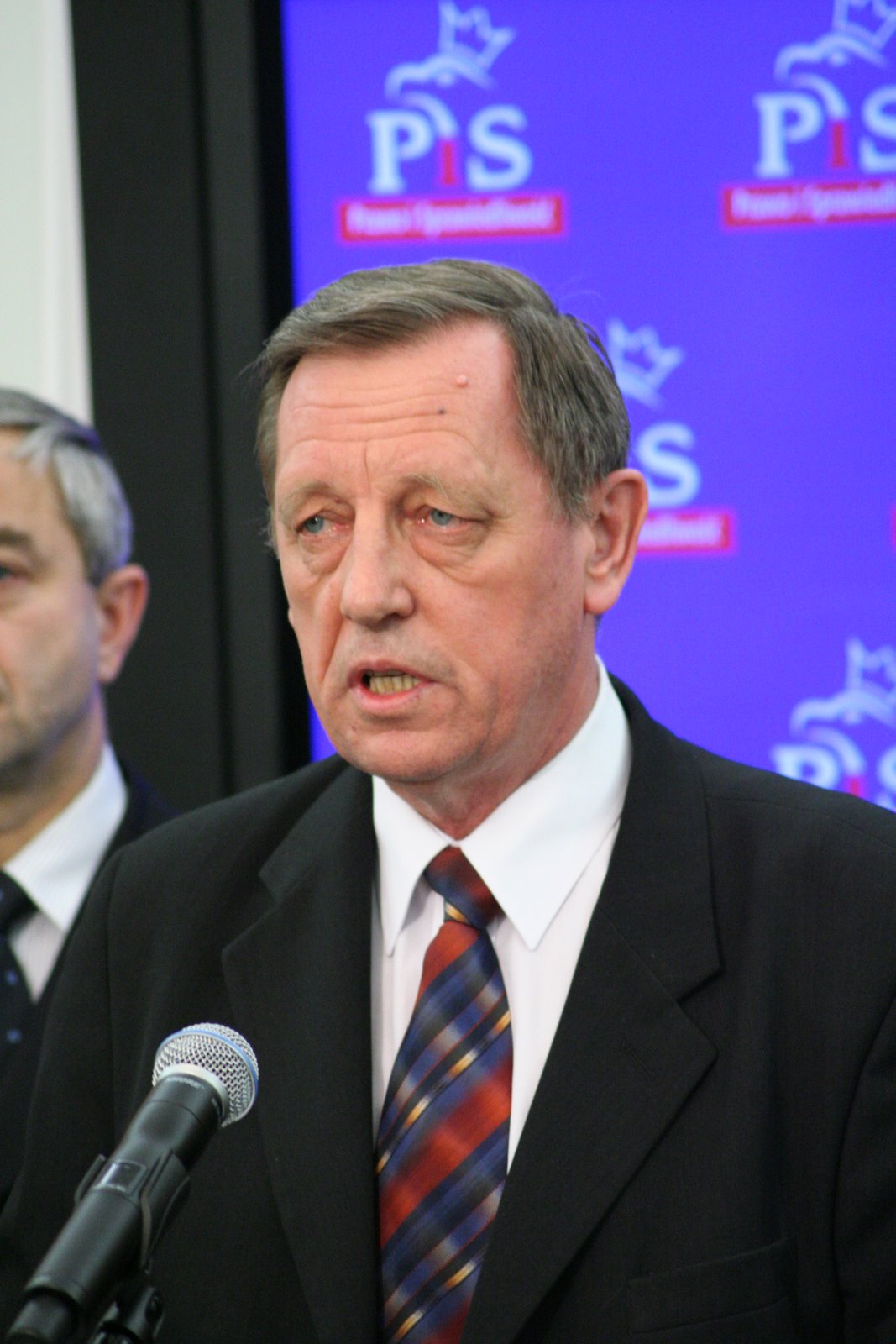
Jan Szyszko
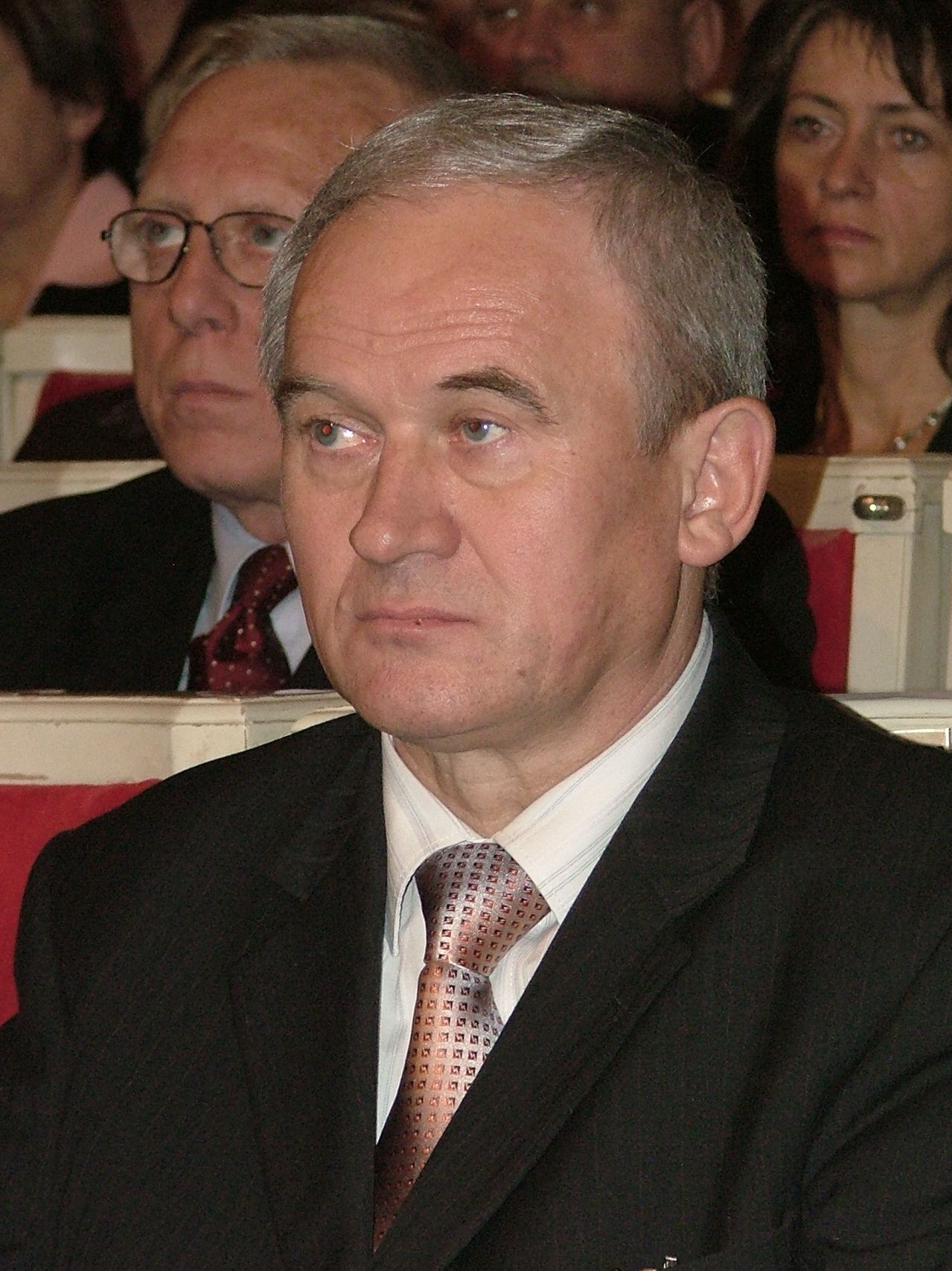
Krzysztof Tchórzewski
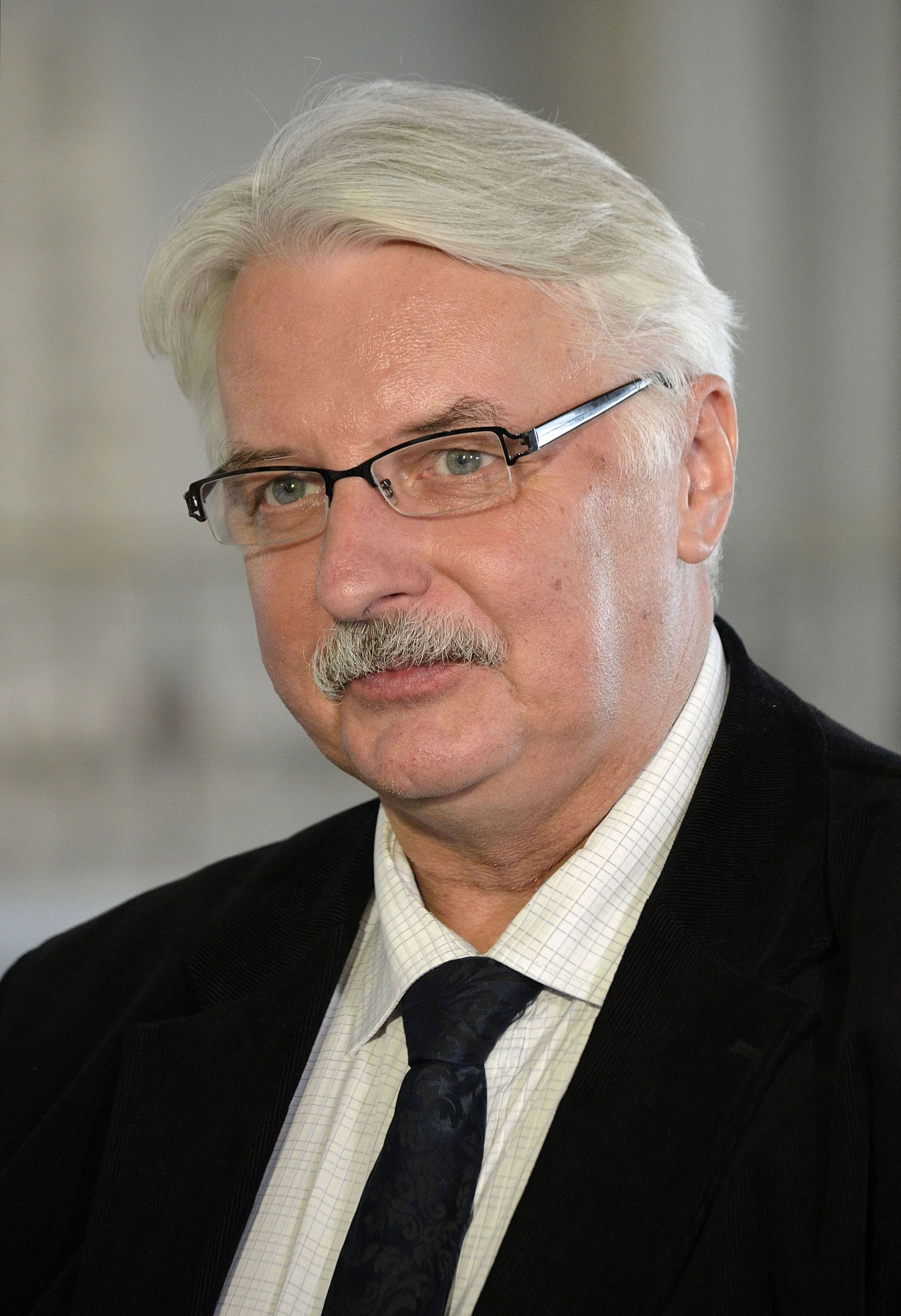
Witold Waszczykowski
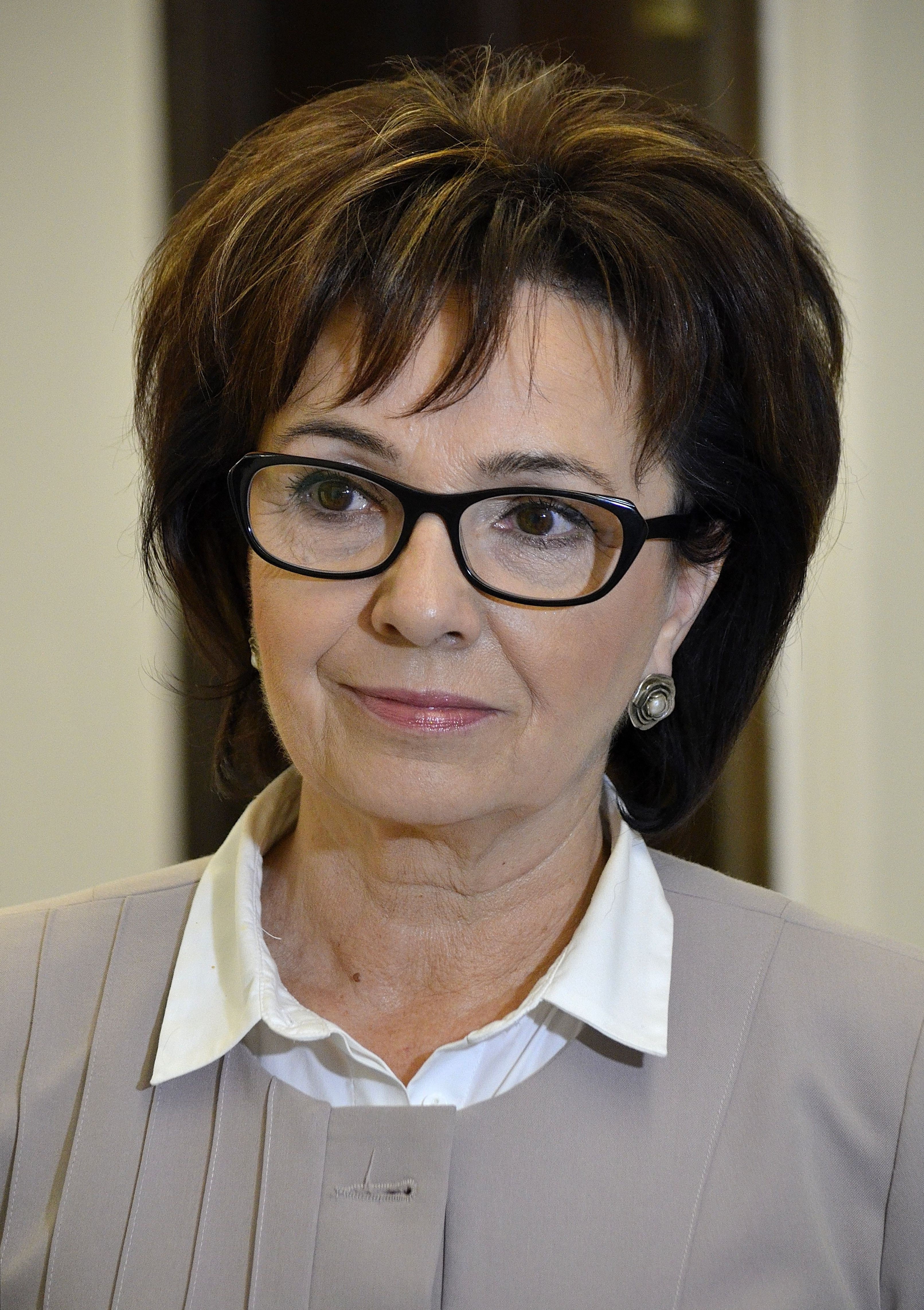
Elżbieta Witek
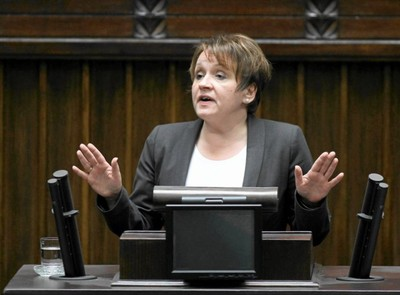
Anna Zalewska
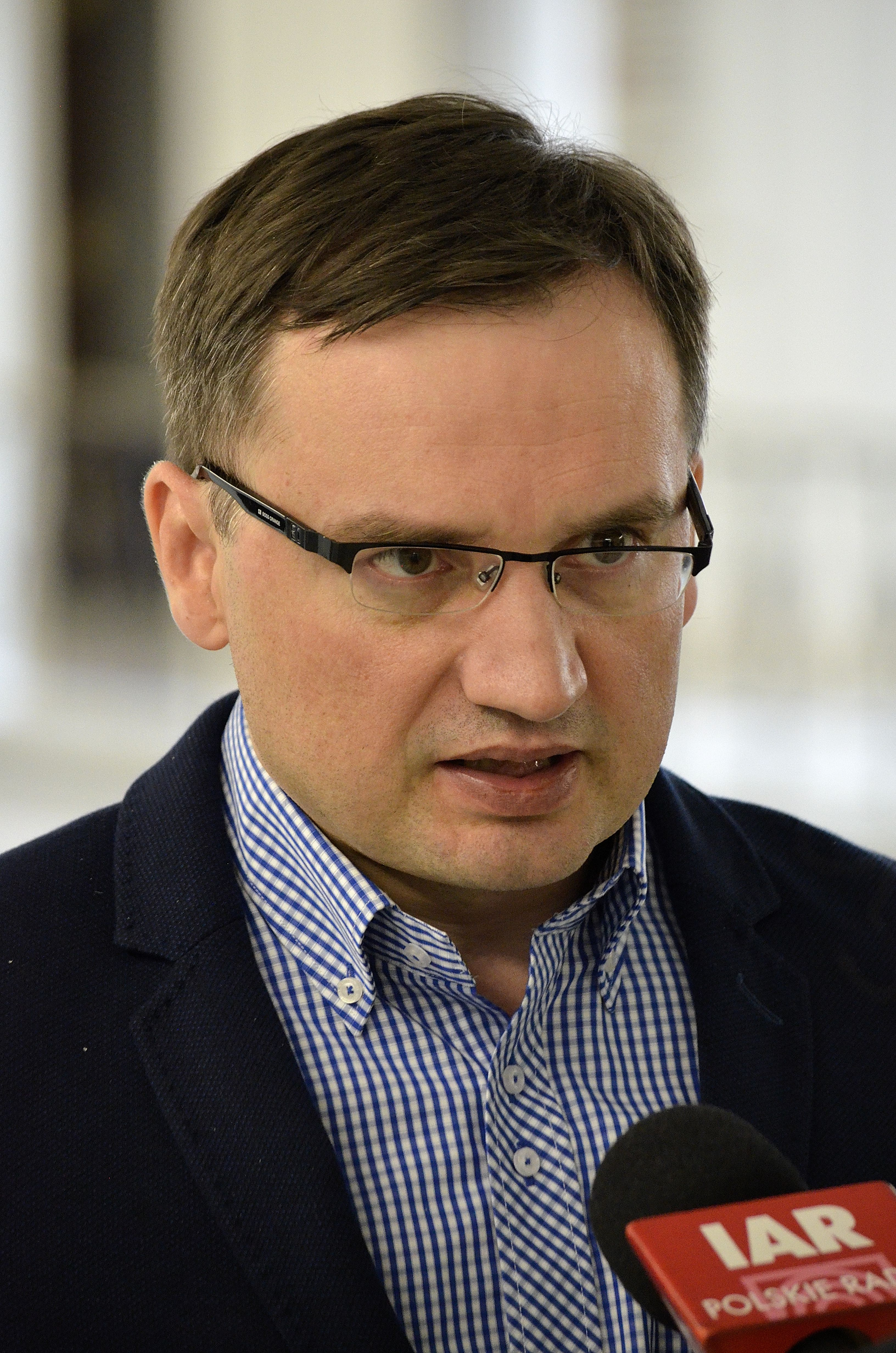
Zbigniew Ziobro

Mazowiecki (1989-1991) ·
Bielecki (1991) ·
Olszewski (1991-1992) ·
Pawlak I (1992) ·
Suchocka (1992-1993) ·
Pawlak II (1993-1995) ·
Oleksy (1995-1996) ·
Cimoszewicz (1996-1997) ·
Buzek (1997-2001) ·
Miller (2001-2004) ·
Belka I (2004) ·
Belka II (2004-2005) ·
Marcinkiewicz (2005-2006) ·
Kaczyński (2006-2007) ·
Tusk I (2007-2011) ·
Tusk II (2011-2014) ·
Kopacz (2014-2015) ·
Szydło (2015-2017) ·
Morawiecki (2017-2019) ·
Morawiecki (2019-2023) ·
Morawiecki (2023) ·
Tusk III (2023-) ·